# Sören Benn

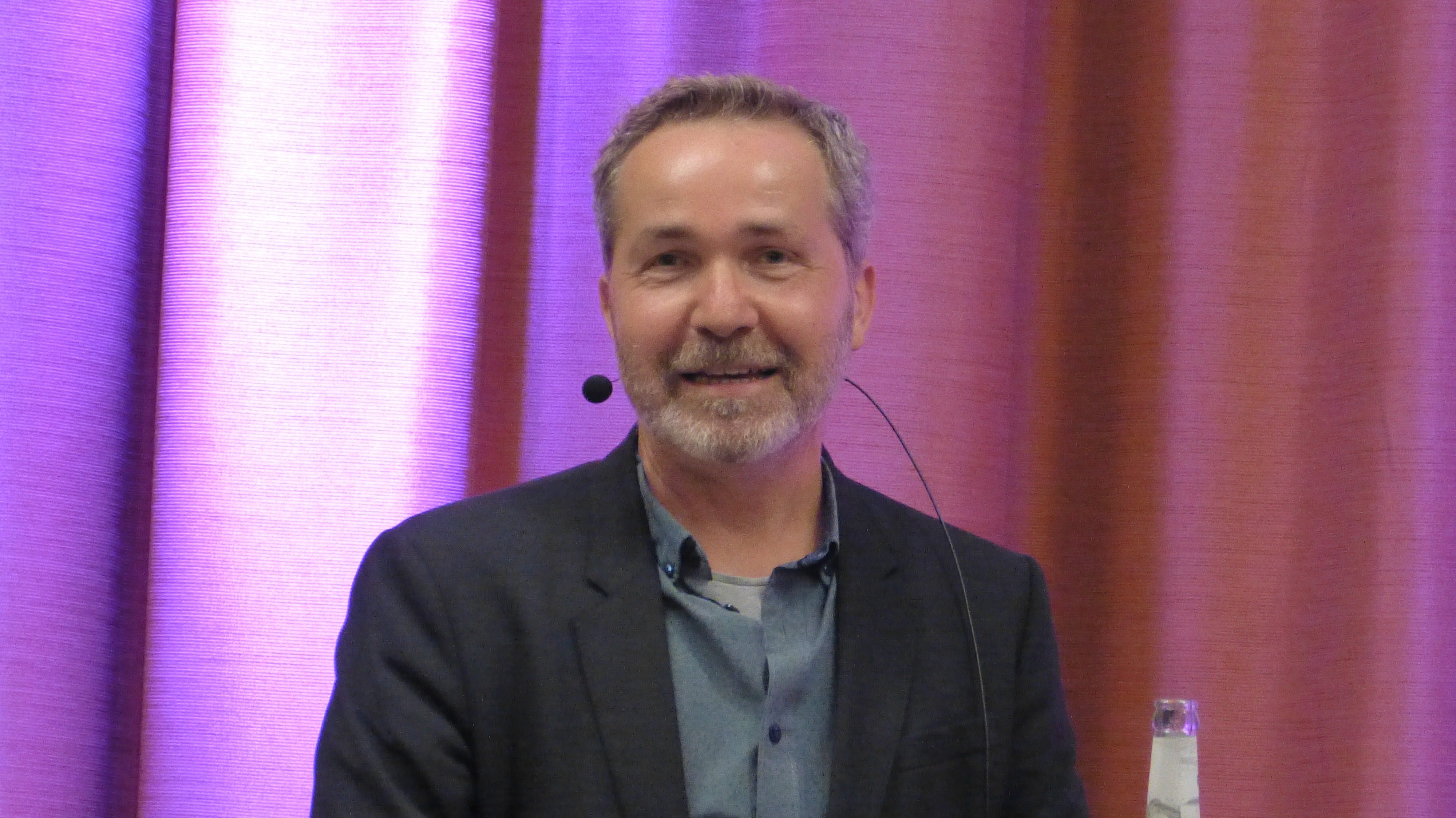
Imagem do político alemão Sören Benn.

Sören Benn (nascido em 8 de agosto de 1968) é um político alemão e desde 2016 'Bezirksbürgermeister' (prefeito de distrito) de Pankow em Berlim.

## Vida e política
Benn nasceu em 1968 na cidade oriental de Kyritz e estudou pedagogia. Benn entrou no Partido de Esquerda socialista em 2000 e tornou-se Bezirksbürgermeister de Pankow em 2016.